# Ігл-Гроув (Джорджія)
Ігл-Гроув (англ. Eagle Grove) — переписна місцевість (CDP) в США, в окрузі Гарт штату Джорджія. Населення — 139 осіб (2020).

## Географія
Ігл-Гроув розташований за координатами 34°17′8″ пн. ш. 83°0′3″ зх. д. / 34.28556° пн. ш. 83.00083° зх. д. (34.285577, -83.000722).  За даними Бюро перепису населення США в 2010 році переписна місцевість мала площу 4,54 км², з яких 4,48 км² — суходіл та 0,05 км² — водойми.

## Демографія
Згідно з переписом 2010 року, у переписній місцевості мешкали 164 особи в 61 домогосподарстві у складі 49 родин. Густота населення становила 36 осіб/км².  Було 64 помешкання (14/км²).
Расовий склад населення:
| - 89,6 % — білих - 4,9 % — чорних або афроамериканців - 3,7 % — азіатів |

До двох чи більше рас належало 1,8 %. Частка іспаномовних становила 0,0 % від усіх жителів.
За віковим діапазоном населення розподілялося таким чином: 25,6 % — особи молодші 18 років, 57,3 % — особи у віці 18—64 років, 17,1 % — особи у віці 65 років та старші. Медіана віку мешканця становила 45,0 року. На 100 осіб жіночої статі у переписній місцевості припадало 105,0 чоловіків;  на 100 жінок у віці від 18 років та старших — 90,6 чоловіків також старших 18 років.
Цивільне працевлаштоване населення становило 0 осіб. 